# Amelia Maszońska
Amelia Maszońska (ur. 20 lipca 1993 w Zielonej Górze) – polska skrzypaczka.

## Życiorys
Naukę gry na skrzypcach rozpoczęła w wieku sześciu lat. Ukończyła Państwową Szkołę Muzyczną I i II stopnia im. Mieczysława Karłowicza w Zielonej Górze. W 2008 rozpoczęła naukę w Ogólnokształcącej Szkole Muzycznej im. Henryka Wieniawskiego w Poznaniu (u prof. Jadwigi Kaliszewskiej). W 2016 reprezentowała Polskę na 25. Lion's European Music Competition w Sofii. Obecnie studiuje na Akademii Muzycznej w Poznaniu. Gra na skrzypcach Hainke Matthias z 1920.

## Nagrody
Otrzymała następujące nagrody i wyróżnienia:
- Grand Prix na 7. Music Festival & Masterclass w Pile (za zdobycie której otrzymała również nagrodę Filharmonii Poznańskiej)[2],
- II nagroda na 21. Międzynarodowym Konkursie Skrzypcowym im. Leoša Janáčka w Brnie (za najlepsze wykonanie utworu Leoša Janačka[2]),
- III nagroda na Międzynarodowym Konkursie Skrzypcowym im. Carla Flesha w Budapeszcie,
- III nagroda na IX Ogólnopolskim Konkursie Skrzypcowym im. Zdzisława Jahnkego w Poznaniu,
- wyróżnienie w V Międzynarodowym Konkursie Skrzypcowym im. Tadeusza Wrońskiego w Warszawie[2],
- Medal Młodej Sztuki,
- 15. Międzynarodowy Konkurs Skrzypcowy im. Henryka Wieniawskiego w Poznaniu:
  - Nagroda Fundacji Miasta Poznania,
  - Nagroda Wandy Wiłkomirskiej (za najlepsze wykonanie utworu Karola Szymanowskiego),
  - Nagroda Rektora Akademii Muzycznej w Poznaniu,
  - Nagroda TVP Kultura[1].

Jest stypendystką Ministra Kultury i Dziedzictwa Narodowego oraz laureatką stypendium Fundacji Yamaha.